# غلوغية
الغلوغية (الاسم العلمي: Glugeidae) هي فصيلة من الفطريات تتبع رتبة البويغيات الدقيقة من طائفة البويغيات المكروية.

## أجناس
- فطر الغلوغيا
- فطر اللوما